# Война Коньякской лиги
Войной Коньякской лиги принято называть часть Итальянских войн (1526—1530), связанную с организацией так называемой Коньякской лиги и её борьбой против Испанского доминирования в Италии. Против Карла V Габсбурга и его могущественной империи боролись Франция в союзе с папой Климентом VII, Англией, Венецией, Флоренцией, Миланом. Война эта ещё больше показала силу Испании и укрепила её доминирование на Апеннинах.

## Предпосылки
Огромная империя Карла V расширялась. С самого начала своего правления (1519) он заявлял права на Милан и Бургундию. Остановить расширение империи Карла взялся король Франции Франциск I. В 1521 году развернулась новая, четвёртая по счету, Итальянская война. Папа поддержал Карла. Французы были разбиты при Бикокке, решающее сражение при Павии завершилось разгромом французов и пленением Франциска I. В Мадриде между Францией и Испанией был подписан мир, по которому Карл получал права на Бургундию, Артуа и Фландрию, а Франциск отказывался от всех притязаний на Италию.
Напряжение нарастало. Папа Климент перестал поддерживать Карла, так как также опасался возможных последствий расширения Габсбургской империи на Апеннинах. Вернувшийся из испанского плена король Франциск в 1526 году основал Коньякскую лигу (от названия города Коньяк). В эту лигу вошли перешедший на сторону французов папа Климент, а также Венецианская республика, Миланское герцогство, Англия, Флоренция. Изначально на сторону Франции встал и генуэзский флот, ведомый Андреа Дориа.

## Военные действия

### Ломбардия
Войскам Лиги удалось быстро захватить город Лоди в итальянских владениях Испании, однако их продвижение в Ломбардию было остановлено. Испано-имперская армия Карла заняла Ломбардию и взяла Милан, заставив герцога Франческо Сфорцу отказаться от своего владения.
Итальянский род Колонна, между тем, организовали нападение на Рим, разбив там войска Папской области и установив контроль над городом. Однако вскоре войска Колонна были разбиты, и они были вынуждены покинуть Рим.

### Рим
Карл V, тем временем, собрал новую армию ландскнехтов, которую возглавил Георг фон Фрундсберг. Испанскую армию возглавил экс-коннетабль Франции Карл III де Бурбон, изгнанный Франциском из Франции. Две армии соединились у Пьяченцы и двинулись в направлении Рима. Во главе своих отрядов в этой армии стояли также Фабрицио Марамальдо, Ферранте Гонзага и Филибер де Шалон, принц Оранский.
Во Флоренции вспыхнуло восстание против рода Медичи. Папа Климент был занят подавлением этого восстания и не успел подготовить оборону своей столицы. 6 мая 1527 года началась осада Рима. Казна Испании была опустошена, поэтому солдаты, не получившие оплаты, стремились любой ценой получить добычу. Против испано-имперского войска вышла швейцарская гвардия и около 5000 ополченцев, ведомых Ренцо да Чери. Ключевым моментом стало убийство Карла де Бурбона, совершённое, по легенде, Бенвенуто Челлини. После него испано-имперские войска и ландскнехты ворвались в город и предали его небывалому разграблению.
Папа Климент был пленен и заточен в замке Святого Ангела. Его освободили только после выплаты небывалой по тем временам суммы — 400 тысяч дукатов. Папа отказался от притязаний на Парму, Пьяченцу и Модену. Разграбление Рима повергло в шок европейцев, даже лютеране высказались против этого действия. Политический престиж Рима был сильно и надолго подорван.

### Неаполь
Разорение Рима и фактический выход из войны папы Климента побудило к решительным действиям французов. 30 апреля 1527 года Франциском I и Генрихом VIII Английским был подписан Вестминстерский договор, который предусматривал объединение их усилий против Карла. Наконец убедив Англию войти в Коньякскую лигу, Франциск послал войска под командованием Оде де Фуа и Педро Наварро через Геную в Неаполь. В Генуе к французам присоединился Андреа Дориа, который направился вместе с ними и генуэзским флотом. В апреле 1528 года началась осада Неаполя.
Однако снова все было против французов. 4 июля 1528 года Генуя подняла антифранцузский мятеж. Самое интересное, что этот мятеж возглавил сам Андреа Дориа, недовольный тем, как его оценил Франциск I. Дориа перешел на сторону испанского императора и заставил капитулировать французский гарнизон в Савоне. Потом во французском лагере разыгралась чума, унёсшая жизни многих солдат и командиров, в том числе Оде де Фуа. В результате французам пришлось снять осаду и отступить на север Италии. Испанцы под командованием Антонио де Лейва начали наступление на Ломбардию и 21 июня 1529 года в битве при Ландриано разбили оборонявшие ее французские войска.

### Камбрейский мир и Болонский договор с папой
Поражения французов заставили Франциска I подписать с Карлом V договор. Переговоры начались в июле 1529 года в городе Камбре. Первоначально они проводились между Луизой Савойской, матерью Франциска и Маргаритой Австрийской, тетей Карла (поэтому он известен как Дамский мир), так как Карл незадолго до этого отправился из Барселоны в Италию.
Условия договора повторяли условия Мадридского мира 1526 года. Артуа, Фландрия и Турне закреплялись за Испанией, утверждалась гегемония Карла в Италии (хотя Карл отказался от притязаний на Бургундию). Франция обязалась выплатить два миллиона экю за освобождение сыновей Франциска дофина Франциска и принца Генриха. Окончательно договор был подписан 5 августа. Франция вышла из войны, оставив Папскую область, Венецию и Флоренцию одних против могущественной Испании.
После подписания договора Карл прибыл в Геную, а затем подступил к Болонье, чтобы встретиться с папой. Климент должен был освободить плененных при взятии Рима и короновать Карла V короной императора Священной Римской империи. В ответ на это Карл вернул папе Равенну и Червию. Венецианские города вместе с владениями в Апулии вынуждены были сдаться Карлу, чтобы тот разрешил им сохранить то, что они добыли в битве при Мариньяно 15 лет назад. Кроме того, Франческо Сфорце было разрешено вернуться и вновь возглавить Миланское герцогство за сумму в 900 тысяч эскудо.
Против Испании продолжала сражаться только Флорентийская республика.

### Флоренция
В 1529 году испано-имперские войска под командованием принца Оранского осадили Флоренцию. Флорентийским войском командовал Франческо Ферруччи. 3 августа 1530 года испано-имперские войска одержали победу в последней битве этой войны — битве при Гавинане. В этой битве погибли и Филибер Оранский, и Франческо Феруччо. Спустя 10 дней Флоренция сдалась.
Итог войны для флорентийцев был печален. Многие знатные граждане были казнены, республиканское правление упразднено, конституция отменена. Жителям пришлось признать власть Алессандро Медичи, который был провозглашён герцогом. Это положило конец давним республиканским традициям.